# Flujo de energía en un ecosistema

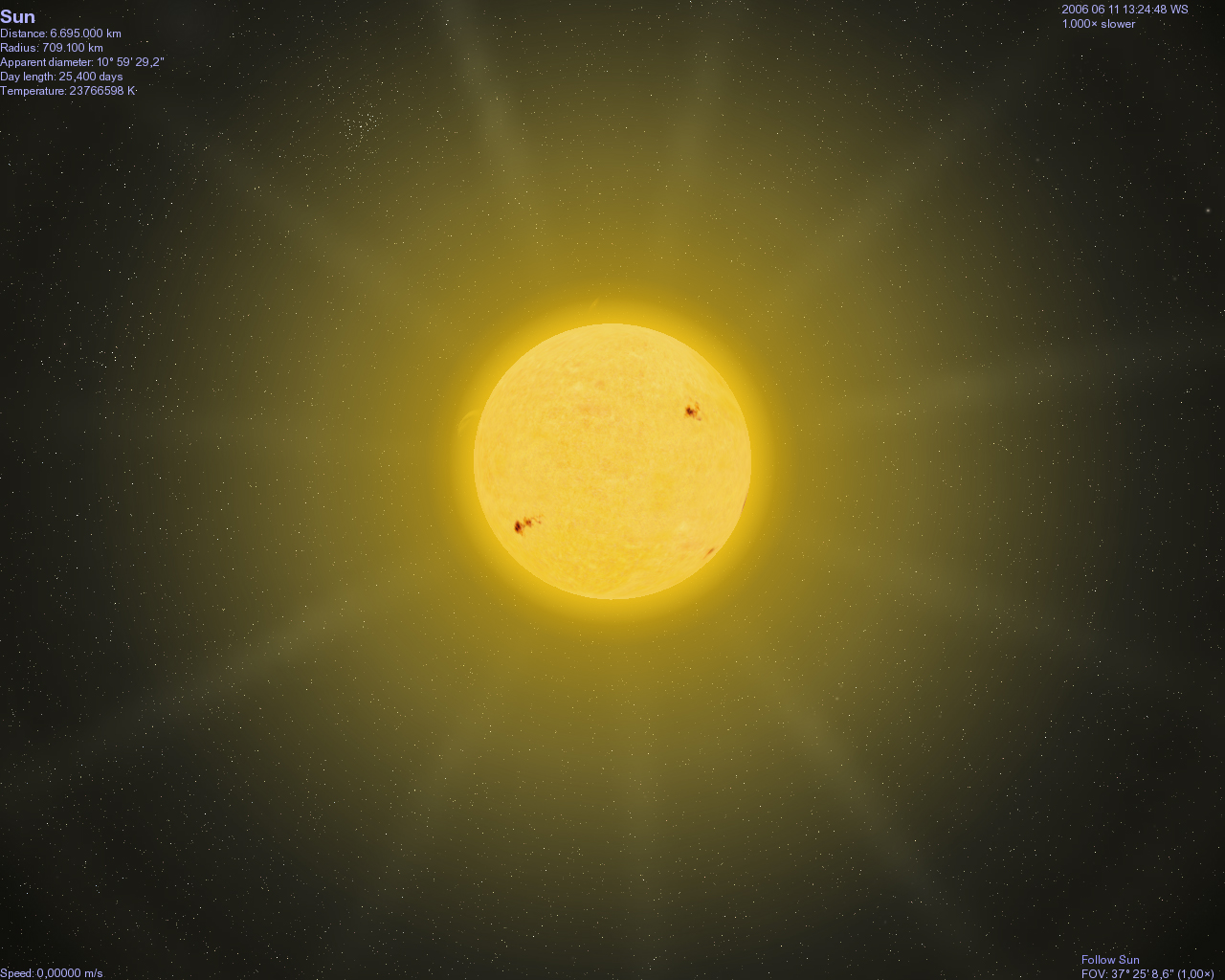
El sol, principal fuente de energía en un ecosistema.

Para que un ecosistema pueda funcionar, necesita de un aporte energético que llega a la biosfera en forma, principalmente de energía lumínica, la cual proviene del sol y a la que se le llama comúnmente flujo de energía (algunos sistemas marinos excepcionales no obtienen energía del sol sino de fuentes hidrotermales).
La energía es la capacidad de los cuerpos para realizar un trabajo y producir cambios en ellos mismos o en otros cuerpos 

El flujo de energía (como la del sol) es aprovechado por los productores primarios u organismos fotosintéticos (plantas y otros) para la síntesis de compuestos orgánicos que, a su vez, utilizan los consumidores primarios o herbívoros, de los cuales se alimentan los consumidores secundarios o carnívoros. 
De los cadáveres de todos los grupos, los descomponedores obtienen la energía necesaria para subsistir. De esta forma se obtiene un flujo de energía unidireccional en el cual la energía pasa de un nivel a otro en un solo sentido y siempre con una pérdida en forma de calor.
Los diferentes niveles que se establecen (organismos fotosintéticos, herbívoros, carnívoros y descomponedores) reciben el nombre de niveles tróficos.

## Flujo de energía en bosques
Los bosques acumulan una gran cantidad de  biomasa vertical, y muchos no son capaces de acumularla a un ritmo elevado, ya que son bajamente productivos. Esos niveles altos de producción de biomasa vertical representan grandes almacenes de energía potencial que pueden ser convertidos en energía cinética bajo las condiciones apropiadas. Dos de esas conversiones de gran importancia son los  incendios forestales y las caídas de árboles; ambas alteran radicalmente la biota y el entorno físico cuando ocurren. Igualmente en los bosques de alta productividad, el rápido crecimiento de los propios árboles induce cambios bióticos y ambientales, aunque a un ritmo más lento y de menor intensidad que las disrupciones relativamente abruptas como los incendios.
- Datos: Q1341307